# El Barraco
El Barraco – gmina w Hiszpanii, w prowincji Ávila, w Kastylii i León, o powierzchni 153,9 km². W 2011 roku gmina liczyła 2085 mieszkańców.